# Piégée sur la toile

Piégée sur la toile (Web of Desire) est un téléfilm canado-américain réalisé par Mark Cole et diffusé en 2008.

## Fiche technique
- Scénario : Mark Cole
- Durée : 91 min
- Pays :  Canada,  États-Unis

## Distribution
- Dina Meyer (VF : Laura Blanc) : Beth Wyatt
- Adrian Hough : Jake Wyatt
- Claudette Mink : Finn Conners
- William B. Davis : Docteur Charles Friedman
- Vincent Gale : Docteur Brian Doyle
- Terry Chen : Docteur Tim Massey
- James Kirk : Jamie Randall
- Julia Tortolano : Terri Wyatt
- Quinn Lord : Sean Wyatt
- Chad Cole : Ambulancier
- Lossen Chambers : Infirmière Sarah
- Tracy Spiridakos : Megan
- David Richmond-Peck : Tom Saunders
- P. Lynn Johnson : Judy Pierce
- Nick Harrison : Homme en colère